# 刺毛白珠
刺毛白珠（学名：Gaultheria trichophylla）是杜鹃花科白珠树属的植物。分布在缅甸、尼泊尔、锡金、克什米尔地区以及中国大陆的西藏、云南、四川等地，生长于海拔2,700米至4,200米的地区，多生于山坡灌丛中，目前尚未由人工引种栽培。

## 别名
云南白珠树（中国树木分类学）